# Inkans flykt
Inkans flykt (”La huida del Inca”) är en teaterpjäs av den peruanske författaren och Nobelpristagaren 2010 Mario Vargas Llosa. Den har inte publicerats.
Pjäsen skrevs och regisserades av författaren då han ännu var ung, under hans sista undervisningsår vid skolan San Miguel de Piura (Peru). Den premiärvisades på Varietéteatern i Piura 1952 (Teatro Variedades de Piura) för att fira staden Piuras vecka. Pjäsen uppfördes endast vid två tillfällen, rollbesättningen utgjordes av författarens egna studiekamrater.
Under en intervju 1984, bekräftade Vargas Llosa existensen av denna pjäs som han skrivit vid 16 års ålder, fast texten har försvunnit, och även själve författaren dolde under åren lopp dess existens då han bedömde den som en ”ungdomssynd”. Många teaterintresserade anser därför att La señorita de Tacna (1981) är hans första teaterpjäs.
Pjäsen består av tre akter plus prolog och epilog. Handlingen äger rum i Tawantinsuyo (Peru). Pjäsen belönades med andra pris i en tävling med teaterverk, organiserad av Perus utbildningsministerium (Ministerio de Educación de Perú) 1952.